# Darkness (chanson d'Eminem)
Pour les articles homonymes, voir Darkness.
Singles de Eminem
Homicide
(2019) Godzilla
(2020)
Darkness est une chanson du rappeur américain Eminem, sortie en 2020. C'est le premier single extrait du onzième album studio du rappeur, Music to Be Murdered By, sorti la même année. La chanson évoque la fusillade de Las Vegas du 1er octobre 2017.
En novembre 2020, le single est certifié disque d’or aux États-Unis, s’étant alors écoulé à plus de 500 000 unités sur ce territoire.

## Historique
Darkness et son clip sont dévoilés le même jour que la sortie surprise de l'album Music to Be Murdered By.

## Composition
Darkness est composée par Eminem et son compère de Bad Meets Evil, Royce da 5'9". Fidèle collaborateur d'Eminem, Luis Resto est crédité comme producteur additionnel. 
La chanson reprend un sample de The Sound of Silence de Simon and Garfunkel et notamment de sa reprise par Nouela,.

## Critiques
À la sortie surprise de l'album, Darkness est globalement bien accueillie par les critiques de la presse. Stéphanie Binet du Monde la décrit comme un « pamphlet contre les armes à feu ».
Spencer Kornhaber de The Atlantic écrit notamment : « la chanson et sa vidéo ne resituent pas seulement le massacre. Eminem fait un double sens, avec des paroles qui se réfèrent également au rappeur lui-même, marchant dans sa chambre d'hôtel, nerveux avant un concert »

## Clip
Le clip est réalisé par James Larese.  

## Classements hebdomadaires
| Pays et classement (2020)               | Meilleure position |
| --------------------------------------- | ------------------ |
| Australie (ARIA)                        | 32                 |
| Autriche (Ö3 Austria Top 40)            | 31                 |
| Belgique (Flandre Ultratip 100)         | 8                  |
| Belgique (Flandre Ultratop R&B/Hip-Hop) | 22                 |
| Canada (Hot 100)                        | 10                 |
| Tchéquie (IFPI Singles Digitál)         | 18                 |
| France (SNEP)                           | 91                 |
| Allemagne (Media Control AG)            | 47                 |
| Hongrie (Rádiós Top 40)                 | 29                 |
| Hongrie (Stream Top 40)                 | 22                 |
| Irlande (IRMA)                          | 22                 |
| Italie (FIMI)                           | 57                 |
| Lituanie (AGATA)                        | 36                 |
| Pays-Bas (Single Top 100)               | 52                 |
| Nouvelle-Zélande (Recorded Music NZ)    | 35                 |
| Norvège (VG-lista)                      | 36                 |
| Portugal (AFP)                          | 58                 |
| Écosse (OCC)                            | 34                 |
| Slovaquie (IFPI Rádio)                  | 19                 |
| Suède (Sverigetopplistan)               | 58                 |
| Suisse (Schweizer Hitparade)            | 13                 |
| Royaume-Uni (UK Singles Chart)          | 17                 |
| Royaume-Uni (UK R&B Chart)              | 9                  |
| États-Unis (Hot 100)                    | 28                 |
| États-Unis (R&B/Hip-Hop Songs)          | 15                 |
| États-Unis Rolling Stone Top 100        | 8                  |